# اژدهادل
اژدهادل (انگلیسی: Dragonheart) یا قلب اژدها یک فیلم سینمایی در ژانر فانتزی، زوج هنری و ماجراجویانه به کارگردانی راب کوهن که در سال ۱۹۹۶ اکران سینمایی شد.

## بازیگران
- دنیس کواید
- شان کانری
- دیوید تیولیس
- پیت پاستویت
- دینا میر
- جیسون ایساکس
- برایان تامپسون
- جولی کریستی
- جان گیلگد

## داستان
«بوئن»، یکم اژدها کش و آخرین اژدهای بازمانده به یک توافق کاری دست می‌یابند. اژدها به دهکده‌ها حمله کند و بوئن نیز برای از بین بردن او، دست مزدش را بگیرد. اما خیلی زود این دو پی می‌برند که باید هم و غم خود را صرف مبارزه با حکومت مستبدانه «آینن» بی‌رحم کنند…

## دنباله‌های این فیلم
- اژدهادل: شروعی تازه (۲۰۰۰)
- قلب اژدها ۳: نفرین جادوگر (۲۰۱۵)
- قلب اژدها: نبرد برای قلب آتشین (۲۰۱۷)
- قلب اژدها: انتقام اژدها (۲۰۲۰)
- تمامی این دنباله‌ها فقط به صورت فیلم ویدئویی منتشر شده‌اند.